# 阿诺尔德·契科巴瓦
阿诺尔德·斯捷潘諾維奇·契科巴瓦（俄语：Арнолъд Степанович Чикобава；1898年3月14日—1985年11月5日）是前蘇聯的著名語言學家及哲學家，格鲁吉亚科学院院士，第比利斯大學教授，是许多格鲁吉亚和高加索语言学主要著作的作者, 并曾主持编写过多卷集《格鲁吉亚语详解词典》的工作。他最為人所知的事情乃當年積極參與批評當年性，论述语言的本质和特征，批判尼古拉·马尔的论文雅弗理论及其追随者观点的事情。

## 生平
阿诺尔德·契科巴瓦生於格魯吉亞西部薩梅格雷洛的薩奇科巴奧(Сачикобао)的謝納克斯克縣(Сенак-скийуезд)即今茨哈卡葉弗斯克區(Цхакаевскийраион)一個小村莊的一戶貧農家庭。之後，他旳家鄉被俄羅斯帝國吞併。
20世纪30到40年代期间，苏联的语言学界各学派和流派之间就一些问题爆发了争论和斗争。梅夏尼诺夫是当时当时语言学界领袖，也是马尔的学生和追随者。马尔是苏格兰、格鲁吉亚混血，在格鲁吉亚库塔伊西长大，逝世于1934年。他在亚美尼亚和格鲁吉亚语文学领域中做了许多工作，撰写了历史学和考古学方面的论文，十月革命前就成为教授，后来还成了院士。他支持十月革命，并在1930年加入了苏联共产党（布），后来被授予列宁勋章。他的学生梅夏尼诺夫后来成为苏联科学院语言和思维研究所所长，主持了苏联科学院语言和文学学部的工作。亚美尼亚语言学家阿恰良从西欧语言科学的各学派中借用了许多比较语言学的通用观点来进行自己的研究，创编了亚美尼亚语词源词典。他和他的学生卡潘强反对马尔学派，结果被从埃里温大学和亚美尼亚语言研究所中驱逐。
契科巴瓦同格鲁吉亚共产党许多要好，同当时格鲁吉亚共产党中央第一书记恰尔克维阿尼也有交情。他同样反对梅夏尼诺夫，于是给斯大林写了封信，结果被斯大林叫到克里姆林宫谈话。斯大林立即电令亚美尼亚共产党总书记阿鲁秋诺夫给阿恰良、卡潘强复职。契科巴瓦应斯大林建议在《真理报》写了一篇有关语言学问题的论文，梅夏尼诺夫第二周则在《真理报》撰文反驳，掀起了苏联语言学界大辩论。一个半月到两个月中，所有文章，批判马尔的或支持他的，都只发表在《真理报》上。这次辩论正好给了斯大林恢复“伟大的理论家” 和“伟大的马克思主义者”声誉的契机，就在这段时间里，斯大林在契科巴瓦和维诺格拉多夫帮助下准备了自己的文章，最终在1950年6月20日发表，是為《马克思主义和语言学问题》。这是一篇论述语言是否是上层建筑、是否有阶级性，论述语言的本质和特征，批判н.я.马尔及其追随者观点的论文。這篇文章于同年10月由中国解放社（人民出版社）出版了由李立三、曹葆华等人翻译的中文译本，而且後來被收入《斯大林文选》。结果，梅夏尼诺夫失去了所有的职位，契科巴瓦所写的《语言学引论》成为苏联的官方语言学教材（本書在中國出版時名為《语言学概论》）。
契科巴瓦87歲時在第比利斯病逝。他死後被埋葬在第比利斯國家大學的地底。

## 著作列表
- 阿诺尔德·契科巴瓦. . 周嘉桂翻譯. 高等教育出版社 （中文（简体））.[3]

## 外部連結
- Arnold Chikobava Institute of Linguistics of the Georgian Academy of Sciences （页面存档备份，存于）